# Betty Olin
Betty (Elisabeth) Olin, (6 de desembre, 1761 - 2 de juliol, 1816, també anomenada Elisabeth Olin la Jove, va ser una cantant i actriu sueca.

## Biografia
Filla de la famosa cantant Elisabeth Olin i del secretari de la cort reial Gabriel Olin, va debutar com a "Mademoiselle Olin" en un concert de cavallers al Palau dels Cavallers a l'edat de nou anys el 1770 en un duet i una ària i es va dir, va cantar amb una veu tan agradable i una precisió musical que va rebre molts elogis.
Betty treballava amb la seva mare i la seva tieta a l'Òpera de nova fundació i va participar en la famosa representació d'òpera Thetis i Pelée que va obrir la nova Òpera a Stora Bollhuset el 1773. Aquesta actuació va reunir els que constituirien els primers talents operístics autòctons del país. Carl Stenborg (Pelée), Elisabeth Olin (Thetis) Hedvig Wigert (Doris), Lars Lalin (Júpiter), Anders Nordén (Neptú), Nils Gustav Stenborg (Merkurius), i Hans Björkman i Johan Filip Lising en papers menors. Betty Olin va interpretar Cupido, Amor, i va ser emprada per l'Òpera juntament amb la seva mare i la seva tia, que van aparèixer ambdues a la mateixa obra. Un altre paper va ser Joas a Athalia.
Es va casar amb el cantant Carl Stenborg el 1793. Això significava un trencament amb la seva mare. La parella es va comprometre l'any 1782 però no es va poder casar fins al 12 de juliol de 1793 a causa de la desaprovació de la mare: Stenborg havia tingut una relació amb la mare de Betty Olin almenys des de 1773. La relació amb Elisabeth Olin va ser dolenta durant molts anys, però la relació de la parella és descrit com a feliç. La seva casa es descriu com un centre del món de l'artista, una mena de saló, que a l'estiu es va traslladar al complex d'estiueig Blackeberg.
Juntament amb el seu marit, va fer una gira a l'estranger i va actuar a Copenhaguen a Dinamarca i a Oslo a Noruega durant 1794–95. Això va ser abans de Justina Casagli, que d'altra banda se sol considerar la primera cantant sueca que va actuar a l'estranger. La parella es va declarar en fallida el 1805. El 1808-09, va actuar com a líder de la companyia de teatre del seu marit al "Sillgate Theatre" de Göteborg, com es desprèn d'una demanda presentada per un actor que es considerava que havia estat acomiadat injustament, era Betty la que gestionava els negocis i l'ocupació de l'empresa.

## Rols
| Curs | Rol                                | Producció        | Direcció | Teatre          |
| ---- | ---------------------------------- | ---------------- | -------- | --------------- |
| 1773 | Kärleken                           | Orfeu i Eurídice |          | Stora Bollhuset |
| 1775 | Översteprästinnan i Lyckans tempel | Æglé             |          | Stora Bollhuset |